# 黄陵县融媒体中心
黄陵县融媒体中心，是中华人民共和国陕西省延安市黄陵县的一家县级广播电视播出机构及报纸出版单位。旗下有一条广播频率与电视频道。